# مطار الخرطوم الدولي الجديد
مطار الخرطوم الدولي الجديد هو مطار دولي من المقرر إنشاءه على بعد 40 كم من وسط مدينة الخرطوم عاصمة السودان، تحديداً في منطقة جنوب أم درمان، جاءت فكرة إنشاء مطار الخرطوم الدولي الجديد نظراً لتجاوز النمو العمراني الموقع الحالي لمطار الخرطوم الدولي الذي أصبح يشكل عائقاً في تكامل أجزاء المنطقة المحيطة بالمطار بعضها مع بعض، وأن الموقع الحالي للمطار الخرطوم يشكل خطراً على مقاييس السلامة الجوية والأمن العمراني، ولهذا قررت الحكومة السودانية إغلاق مطار الخرطوم بعد الانتهاء من إنشاء المطار الجديد.